# Natalia (Ilczuk)
Natalia, imię świeckie Nadeżda Ołeksandrowna Ilczuk (ur. 9 sierpnia 1925 w Iwanowce, zm. 29 lipca 2006 w Korcu) – ukraińska mniszka prawosławna, wieloletnia przełożona stauropigialnego monasteru Trójcy Świętej w Korcu. 

## Życiorys
Pochodziła z wielodzietnej rodziny chłopskiej. Do monasteru w Korcu wstąpiła w 1944, natychmiast po ukończeniu wiejskiej szkoły. Wieczyste śluby mnisze złożyła 7 lutego 1969, zaś 2 marca roku następnego została przełożoną wspólnoty. Zmarła w tym samym roku ihumenia Ludmiła (Bielsowska) osobiście wskazywała ją za życia jako najodpowiedniejszą kandydatkę na swoją następczynię.
Kierowany przez ihumenię Natalię klasztor stał się w okresie przynależności Korca do ZSRR jedną z nielicznych wspólnot mniszych, które nie zostały zlikwidowane przez władze radzieckie. Do monasteru skierowano mniszki z zamkniętych klasztorów w Dermaniu, Zimnem i Krzemieńcu. Mimo utrudnień czynionych w codziennym funkcjonowaniu klasztoru przez radziecką administrację ihumenia Natalia zdołała przeprowadzić remont monasterskiej cerkwi Trójcy Świętej oraz wznieść nowe budynki gospodarcze. W 1988 uzyskała zwrot skonfiskowanych wcześniej budynków, ogrodu i sadu, zaś po upadku ZSRR, w 1994 – szesnastowiecznych budynków starszego żeńskiego monasteru Zmartwychwstania Pańskiego. Ponownie otworzyła przy klasztorze niższą szkołę duchowną z oddziałem kształcącym regentów chórów cerkiewnych. W 1984 monaster w Korcu otrzymał przywilej stauropigii. Kilkanaście mniszek wywodzących się z tejże wspólnoty zostało na niepodległej Ukrainie przełożonymi nowo otwartych bądź reaktywowanych monasterów. W 1990 ihumenia brała udział w pracach Soboru Lokalnego.
W 2006, z uwagi na pogarszający się stan zdrowia, ihumenia Natalia wskazała jako swoją następczynię mniszkę Rafaelę (Chilczuk). Jej sugestia została potwierdzona ukazem patriarchy moskiewskiego i całej Rusi Aleksego II, który mianował mniszkę Rafaelę nową przełożoną wspólnoty. Natalia (Ilczuk) zmarła w tym samym roku. W pogrzebie ihumeni, jaki odbył się w monasterze w Korcu, wzięło udział czterech biskupów: metropolita doniecki i mariupolski Hilarion, arcybiskup rówieński i ostrogski Bartłomiej oraz biskupi drucki Piotr oraz szepetowski i sławucki Włodzimierz. Swojego przedstawiciela na uroczystość skierował przewodniczący Rady Najwyższej Ukrainy Ołeksandr Moroz, obecni byli deputowany parlamentu oraz przedstawiciele lokalnej administracji.

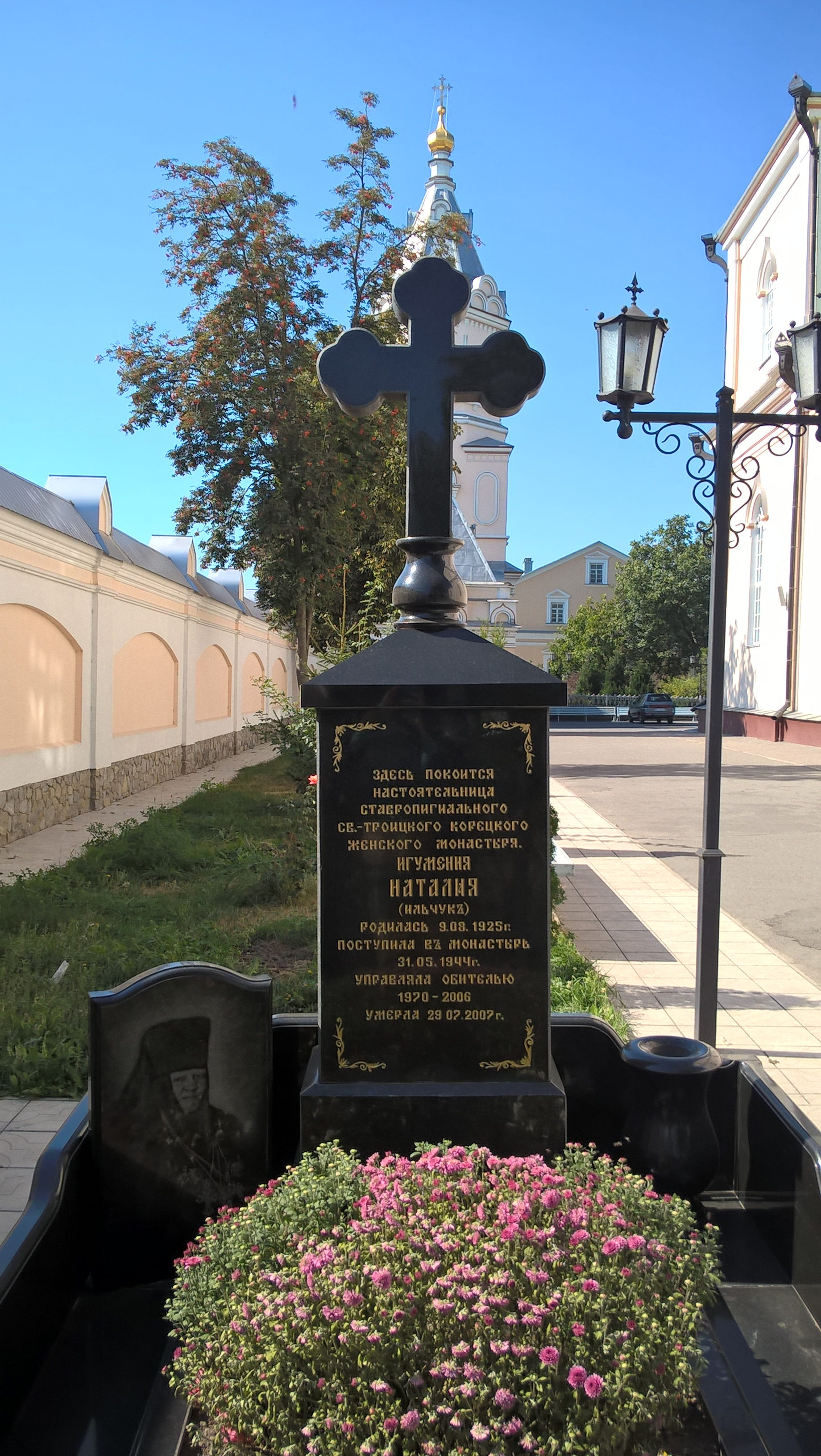
Nagrobek ihumenii Natalii na terenie monasteru w Korcu

Odznaczona cerkiewnym orderem św. Serafina z Sarowa (2005) i państwowym ukraińskim orderem świętej księżnej Olgi II stopnia.